# Rosalyn Bryant
Rosalyn Bryant   (Chicago, 7 de gener de 1956) és una atleta estatunidenca, ja retirada, especialista en curses de velocitat, que va competir durant les dècades de 1970 i 1980.
El 1976 va prendre part en els Jocs Olímpics de Mont-real, on disputà dues proves del programa d'atletisme. Guanyà la medalla de plata en els 4x400 metres relleus, formant equip amb Debra Sapenter, Sheila Ingram i Pamela Jiles. En els 400 metres fou cinquena.
En el seu palmarès també destaquen una medalla d'or i una de plata a les Universíades de 1977 i 1979 i una d'or als Jocs Panamericans de 1979. El 1983 va participar en la primera edició del Campionat del Món d'atletisme. A nivell nacional guanyà el campionat de l'AAU de les 100 iardes a l'aire lliure i les 220 iardes en pista coberta el 1975 i 1977.

## Millors marques
- 100 metres. 11.43" (1976)
- 200 metres. 22.8" (1978)
- 400 metres. 50.62" (1976)
- 800 metres. 2'09.35" (1984)
- 400 metres tanques. 56.57" (1986)[1][4]